# Zazà (film, 1944)
Pour les articles homonymes, voir Zaza.
Pour plus de détails, voir Fiche technique et Distribution.
Zazà est un film italien réalisé par Renato Castellani, sorti en 1944.

## Synopsis
Un ingénieur parisien, Dufresne, a raté son train. Dans un café-concert, il fait la connaissance de Zazà, la vedette du spectacle. Elle devient, la même nuit, sa maîtresse. Très amoureux l'un de l'autre, ils passent encore quelques moments ensemble, mais Zazà ignore que son amant est marié et père de famille. Lorsqu'elle le découvre, Zazà choisit de rompre discrètement. 

## Fiche technique
- Titre : Zazà
- Réalisation : Renato Castellani
- Scénario : Renato Castellani, Alberto Moravia (non crédité) d'après la pièce de Pierre Berton et Charles Simon
- Photographie : Massimo Terzano
- Montage : Gisa Radicchi Levi, Mario Serandrei
- Cadreur : Armando Nannuzzi
- Musique : Nino Rota
- Scénographie : Gastone Medin
- Décors : Gino Brosio
- Costumes : Maria De Matteis
- Pays d'origine :  Royaume d'Italie
- Langue : Italien
- Format : Noir et blanc — 35 mm — 1,37:1 — Son : Mono
- Genre : Film dramatique
- Durée : 88 minutes
- Date de sortie : 
  - Royaume d'Italie : 9 mars 1944

## Distribution
- Isa Miranda : Zazà
- Ada Dondini : Anaide, mère de Zazà
- Antonio Centa : Dufresne
- Al Silvani : Cascard
- Nico Pepe : Bussy, le journaliste
- Dhia Cristiani : Simona

## Autres versions
Zaza a connu plusieurs adaptations au cinéma, voir Zaza